# Heeresmunitionsanstalt Straß
Koordinaten: 48° 25′ 2″ N, 10° 10′ 0″ O
Die Heeresmunitionsanstalt Straß (kurz: Muna Straß) in Straß, einem Ortsteil von Nersingen war eine Munitionsanstalt zur Fertigstellung von Munition und ein Lager für Munition, V2-Raketen und chemische Waffen im Zweiten Weltkrieg. Ab 1951 diente das Areal den US-amerikanischen Streitkräften als Übungsgelände und später Teile der neu gegründeten Bundeswehr als Mobilmachungsstützpunkt. Die militärische Nutzung ist eingestellt.

## Lage
Das Gelände der ehemaligen Munitionsanstalt liegt strategisch günstig unweit der Bahnlinie von Ulm nach Augsburg im Klassenhartwald zwischen Straß, Fahlheim und Bibertal. Der Wald gewährte Sichtschutz gegen Luftaufklärung und im nahe gelegenen Leipheim bestand ein Fliegerhorst der Luftwaffe. Die Anlage erstreckte sich ursprünglich über etwa 186 Hektar und umfasste 20 km Straßen und Schienenwege.

## Zweiter Weltkrieg
Im Lager wurde Infanteriemunition, Pioniermunition und Artilleriemunition bis zu Kaliber 64 cm laboriert und gelagert. Erbeutete Munition fremder Truppen wurde sortiert und verschossene Patronen und Granathülsen zur Wiederverwendung bearbeitet. Vier Bunker enthielten Giftgasmunition mit den chemischen Kampfstoffen Weißkreuz, Blaukreuz, Grünkreuz und Gelbkreuz. Wegen der Gefährlichkeit der Giftstoffe gab es einen Evakuierungsplan für die umliegenden Gemeinden. Ab dem Jahr 1943 kam ein streng geheimes Lager auf einem 40 ha Areal für V2-Raketen hinzu. Durchschnittlich verließen pro Woche mehrere Munitionszüge mit je 20 Waggons die Anstalt.
Im April 1945 fanden an zwei Tagen amerikanische Luftangriffe auf die Muna statt, um das V2-Lager zu zerstören. Beim Anrücken der amerikanischen Bodentruppen wurden das Verwaltungsgebäude und die V2-Raketen durch die Wehrmacht zerstört. Major Jürgens und sein Adjutant übergaben auf Befehl des OKW die Bunker mit der Giftgasmunition am 23. April 1945 den vorrückenden Amerikanern. Durch eventuelle Kampfhandlungen hätte hier Schlimmes passieren können.

## Nachkriegszeit

### Militärische Nutzung

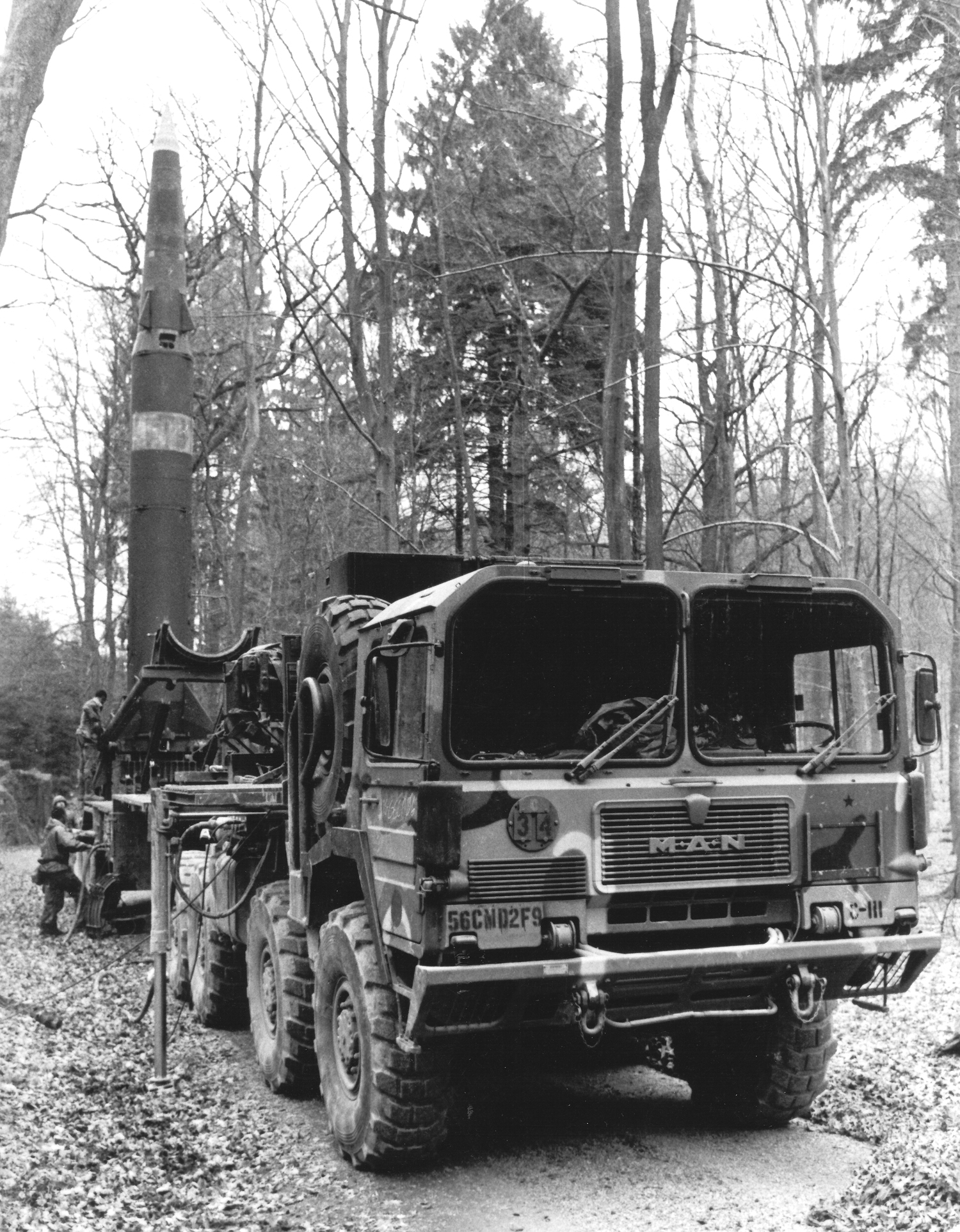
Pershing II mit speziell modifiziertem Zugfahrzeug MAN gl

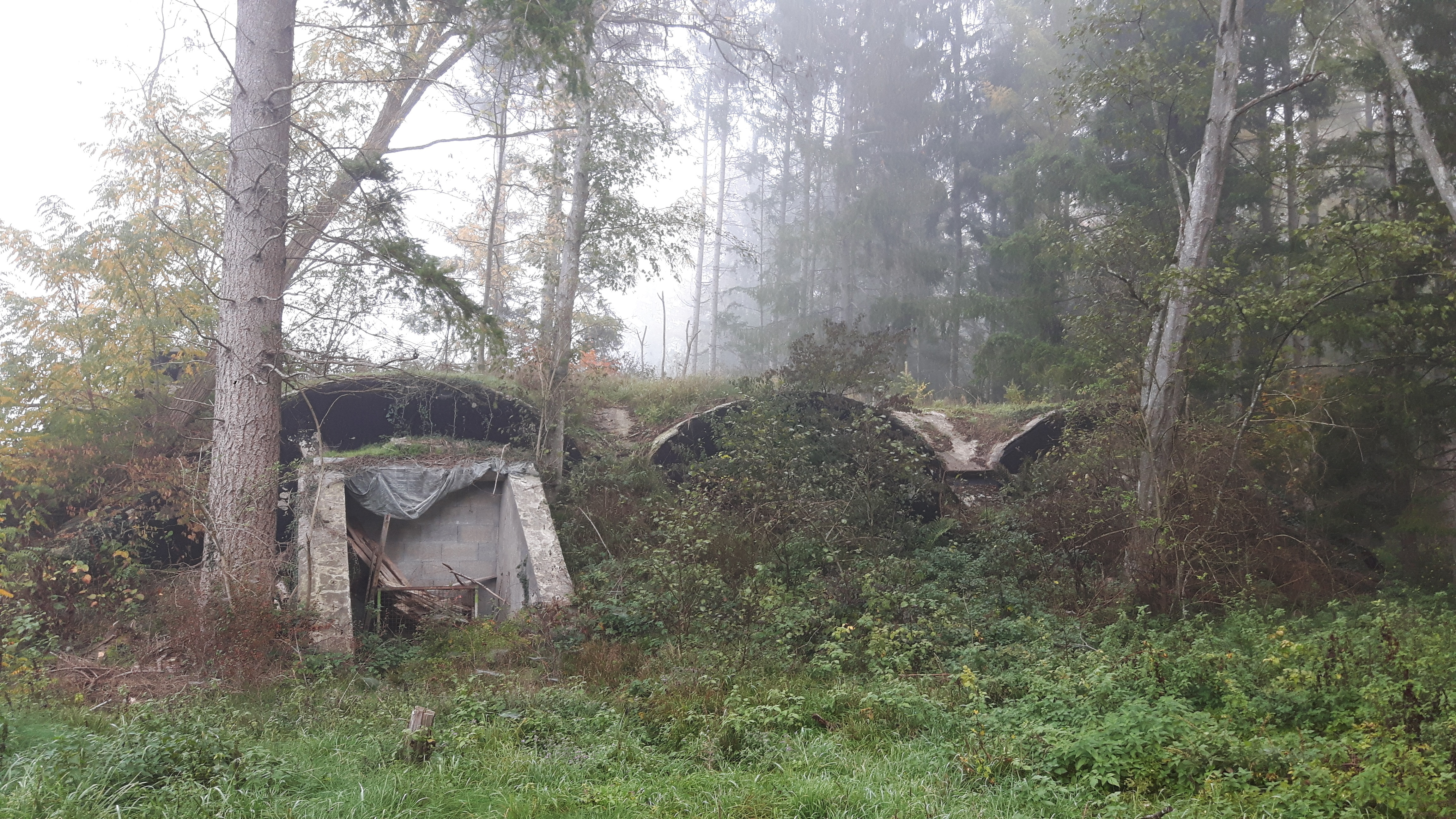
Bunkerruinen, Aufnahme aus 2022

Die Amerikaner transportierten die Giftgasmunition bald darauf in einem Eisenbahnzug mit 30 Waggons quer durch das zerstörte Deutschland nach Bremerhaven. Von dort aus wurde sie – wie damals üblich – wahrscheinlich in der Nordsee versenkt. Bis 1947 sprengten die Amerikaner vorgefundene Munition vor Ort und transportierten die großen Kaliber ab. Maschinen zur Hülsenreinigung wurden nach Frankreich verbracht. 1947 wurde eine deutsche Firma mit der Entsorgung der Munition und der Dekontaminierung des Geländes beauftragt. In dem Jahr wurden innerhalb von 3 Wochen 285 Personen angezeigt, weil sie in diesen Notjahren auf dem Gelände nach Verwertbarem suchten. 1953 war das Gelände dann systematisch von Sprengmaterial geräumt.
Im September 1952 errichtete das amerikanische Militär auf einer Fläche von 110 Hektar ein Übungsgelände, auf dem in den 80er Jahren in unregelmäßigen Zeitabständen atomar bestückte mobile Pershing II Raketen im höchsten Alarmzustand (Quick Reaction Alert) aufgestellt waren und innerhalb von drei Minuten abschussbereit gewesen wären.
Ab Juni 1963 erhielt die Bundeswehr eine Fläche von 35 Hektar, die zunächst als Gerätepark für den Fliegerhorst Leipheim und dann auch als Mobilmachungsstützpunkt diente.
Das Gelände gehört heute der Bundesanstalt für Immobilienaufgaben und soll zivil genutzt werden.

### Zivile Nutzung
Kurz nach dem Krieg wurde Platz für die Ansiedlung von Industrie und für Wohnunterkünfte benötigt, da sehr viele Heimatvertriebene im Raum Nersingen angekommen waren und kaum unterzubringen waren. Teile der Muna wurden daher als Industriegebiet benutzt und die Wohnunterkünfte der Muna also das ehemalige Frauenlager, das ehemalige Männerlager (in Unterfahlheim) und die ehemalige Offizierssiedlung und die sogenannte Schiersiedlung wurden zivil genutzt und zusätzliche Flächen als Neubaugebiete mit Erbbaurecht angeboten.